# Ceratina nigrita
Ceratina nigrita är en biart som beskrevs av William Harris Ashmead 1900. Ceratina nigrita ingår i släktet märgbin, och familjen långtungebin. Inga underarter finns listade i Catalogue of Life.